# Ivan Iljin
Ivan Aleksantrovitj Iljin (Иван Александрович Ильин, også stavet Ivan Alexandrovich Ilyin eller Ivan Ilyich) var en russisk filosof, forfatter og politisk tænker, der levede fra 28. marts 1883 til 21. december 1954. Han er kendt for sine konservative og nationalistiske synspunkter, som har haft en betydelig indflydelse på russisk filosofi og russisk politik. Ilyins ideer havde især indflydelse i de tidlige år af Sovjetunionen, men han er også blevet citeret af nutidige russiske politiske figurer og har fået stor betydning i det 21. århundredes Rusland.

## Liv og værk i hovedtræk
Ilyin troede på vigtigheden af en stærk og autoritær stat og var kritisk over for liberalt demokrati. Han argumenterede for, at Rusland havde brug for en stærk leder, der kunne opretholde orden og bevare traditionelle værdier.
Ilyin var en åben kritiker af kommunismen og den bolsjevikiske regering, der kom til magten i Rusland efter oktoberrevolutionen i 1917. Han så kommunismen som en destruktiv kraft, der underminerede den russiske stat og dens kulturelle og åndelige arv.
På grund af sin modstand mod den bolsjevikiske regering gik Ilyin i eksil i Europa i begyndelsen af 1920'erne, hvor han fortsatte med at skrive og holde foredrag om politiske og filosofiske emner. Han tilbragte mange år i Schweiz og Tyskland. Ilyins liv i eksil og hans senere tilbagevenden til Rusland understregede hans engagement i sine filosofiske principper. Hans skrifter fortsatte med at påvirke russisk tænkning, selv under hans år i eksil.
Ilyin bidrog også væsentligt til området politisk filosofi og juridisk teori. Hans arbejde om retsfilosofi fokuserede på idéen om naturret og vigtigheden af moralske principper i at forme retssystemer.
I 1990'erne, efter sammenbruddet af Sovjetunionen, oplevede Ivan Ilyins værker en genoplivning af interesse i Rusland. Nogle russiske politiske figurer, herunder præsident Vladimir Putin, har henvist til Ilyins ideer i forbindelse med russisk politik og statsideologi.

## Filosofiske nøgleideer
Kednen i Ivan Ilyins filosofi er en kombination af konservativ politisk tænkning, moralsk traditionalisme og en tro på vigtigheden af en stærk og autoritær stat. Her er de nøgleelementer, der fanger essensen af hans filosofi:
1. Autoritarisme: Ilyin troede på nødvendigheden af en stærk og centraliseret statsmyndighed. Han argumenterede for, at en magtfuld regering var nødvendig for at opretholde orden, bevare traditionelle værdier og beskytte nationen mod interne og eksterne trusler. Han var kritisk over for liberalt demokrati, som han så som førende til kaos og moralsk forfald.
2. Nationalisme: Ilyin var en nationalist, der understregede vigtigheden af national identitet, kultur og arv. Han troede, at staten skulle spille en rolle i at bevare og fremme nationens unikke kulturelle og åndelige værdier.
3. Anti-kommunisme: Ilyin var en stærk modstander af kommunismen og det bolsjevikiske regime i Rusland[7]. Han betragtede kommunismen som en ødelæggende kraft, der underminerede den traditionelle russiske stat og dens værdier.
4. Naturret og moral: Ilyins filosofi var dybt forankret i begrebet naturret, som han mente gav et moralsk grundlag for samfund og styre[8]. Han argumenterede for, at moralske principper skulle være en styrende kraft i udformningen af retssystemer og regeringshandling.
5. Tilbagevenden til tradition: Ilyin talte for en tilbagevenden til traditionelle værdier, herunder den ortodokse kristendom, som midler til at bevare Ruslands kulturelle og åndelige identitet. Han mente, at traditionelle religiøse og moralske værdier var afgørende for samfundets trivsel.
6. Fokus på åndelighed: Ilyin understregede betydningen af åndelighed i individets liv og nationen som helhed. Han mente, at er stærkt åndeligt grundlag var nødvendigt for samfundets blomstring.

## Værker på engelsk
- On the Essence of Legal Consciousness, Second Revised Edition. Ivan Aleksandrovich Il'in. Edited, Introduced, and Translated by: William E. Butler, Philip T. Grier and Paul Robinson 2023 ISBN 9781616196790